# Nascimento Fernandes
Nascimento Fernandes, nome artístico de Manuel Fernandes do Nascimento (Faro, 6 de novembro de 1881 — Lisboa, 16 de agosto de 1955) foi um ator português.

## Biografia
De origens modestas, nasceu a 6 de novembro de 1881, na cidade de Faro, na Rua Direita, freguesia de São Pedro, filho do músico de primeira classe Manuel do Nascimento, natural da mesma cidade e que morreu era o filho ainda criança e de sua esposa, Mariana Rosa do Couto Correia, natural de Tavira.

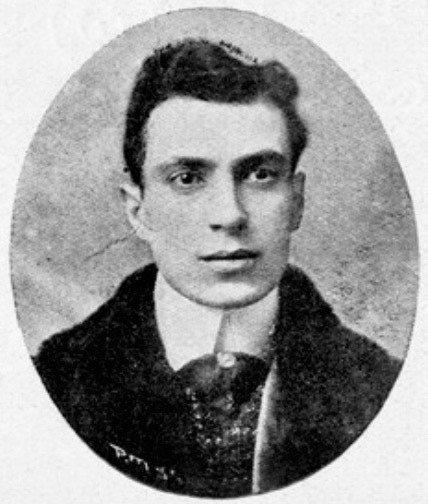
Nascimento Fernandes ainda jovem (publicado na revista O Palco, edição de 5 de janeiro de 1912, fotografia anterior a 1908).

Com apenas 4 anos, vem para Lisboa e ali faz os estudos. Inicia atividade teatral participando nos ensaios do Grupo Dramático Adelina Ruas, na Rua de São Lázaro. Em 1905, como caixeiro viajante a caminho do Brasil, "com umas amostras de vinhos e azeites" (conforme disse ao jornalista Artur Portela, em 1921), viaja no mesmo paquete em que a Companhia de José Ricardo ia em digressão. A sua vontade de seguir o teatro é maior que o seu apetite pelas exportações comerciais. E estreia-se, em pequenos números cómicos, no país irmão, destacando-se na revista Agulhas e Alfinetes, de Eduardo Schwalbach. Quando regressa a Lisboa, nem a oposição da família o demove de perseguir a carreira de ator, ingressando na Companhia do Teatro do Príncipe Real.
Em 1907, estreia-se brilhantemente nos palcos portugueses na revista Ó da Guarda!, onde desempenha o papel cómico de "polícia Savalidades", que teve muito sucesso junto do público. Nesse espetáculo, curiosamente, estreia-se também no cinema, pois foi para ele realizado o pequeno sketch - O Rapto de uma Actriz - dirigido por Lino Ferreira, considerado o primeiro filme de ficção realizado em Portugal. O seu nome artístico é Nascimento Fernandes, por ter ocorrido um erro de impressão aquando da sua estreia, onde, em vez de escreverem Fernandes do Nascimento, escreveram o nome pelo qual fica conhecido.
António de Sousa Bastos, na sua obra Diccionario do theatro portuguez (1908), descreve o ator da seguinte forma, no início da sua carreira: "Um actor novo com bastante préstimo, que tem sido muito útil na companhia do theatro do Príncipe Real e que ultimamente muito se salientou na revista Ó da guarda! em que desempenhou com muita graça a caricatura de um polícia. Nascimento Fernandes está no começo da carreira e promette ser um bom elemento para o theatro."

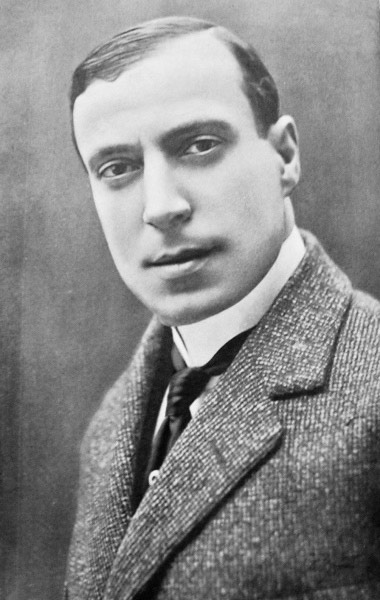
Nascimento Fernandes aos 30 anos (Álbum Teatral, 3.º volume, 15 de maio de 1912).

Ator de uma expressividade incomum, torna-se um dos mais bem pagos comediantes da sua geração. Na década de 1910, domina o panorama do teatro de revista e os seus compères tornam-se lendários. Além de exímio no teatro de revista, fez também opereta, vaudeville, mágica, ópera cómica e zarzuela.

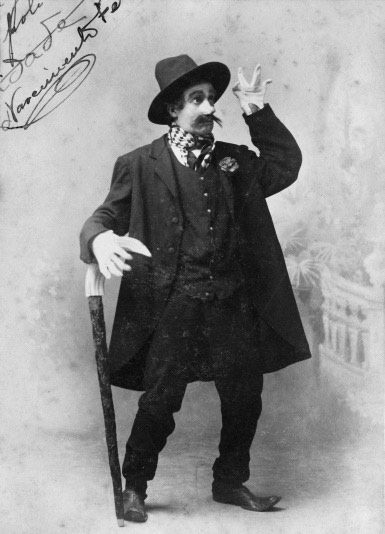
Nascimento Fernandes em personagem (Biblioteca-Arquivo do Teatro Nacional D. Maria II, 1907).

Entusiasta do cinema, Nascimento Fernandes decide tornar-se produtor. Funda, em setembro de 1918, com sua mulher Amélia Pereira, a Portugal Films. Mas, por não entrever entre Portugal os meios e os técnicos capazes de concretizar os seus projetos, parte para Barcelona, levando no bolso um argumento escrito por Ernesto Rodrigues, Félix Bermudes e João Bastos - Vida Nova. E, nos estúdios da Manufactura Cinematográfica Royal Films realiza e interpreta, além de Vida Nova, outros três filmes de curta duração - Nascimento, Músico, Nascimento, Detective por Amor e Nascimento, Sapateiro. Todos estreariam em Lisboa em maio de 1919. Segundo Félix Ribeiro, Vida Nova terá sido exibido também em Espanha e no Brasil e constituído um excelente negócio. No entanto, não volta a trabalhar na área da produção cinematográfica.
No teatro, continuou a colecionar sucessos em peças como O chapéu de coco, O rei do ouro, O doutor Sovina, Dona Formiga, Seja feita a tua vontade, As três Helenas, Pimpinela, Chá de Parreira, Nobre Povo, O Liró, O diabo a quatro, O brasileiro Pancrácio, Maré de rosas, Fado Bizantino, Feira da Luz, O fado, Uma velha que tinha um gato, A madrasta, O pinto calçudo, A cadeira da verdade, O diabo azul, Marido à força, Duas Bengalas, O Tavares Rico, O Chico das pêgas, O pateta alegre, O Conde Barão, Olaré quem brinca, A feira do diabo, Os três ratões, entre muitas outras. Como dramaturgo, foi autor das peças Vem cá, não tenhas medo, Cravos de Papel, Miséria e loucura ou a falência de uma padaria, Rasto de sangue, Tragédia do silêncio e A honra do aborto ou o vizinho de cima.
Trabalhou com a Companhia Rey Colaço-Robles Monteiro, Companhia Maria Matos, Companhia Lucília Simões, Companhia José Clímaco, Companhia António Macedo, Companhia Beatriz d'Almeida, Companhia Luísa Satanela-Estêvão Amarante, Companhia do Teatro Gymnasio, Companhia do Teatro Variedades, Empresa Luís Galhardo e Os Comediantes de Lisboa.

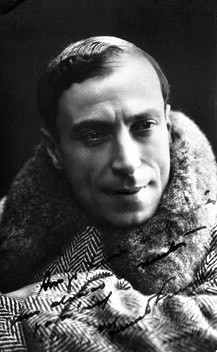
Nascimento Fernandes (Fotografia Brasil, Biblioteca-Arquivo do Teatro Nacional D. Maria II).

No cinema português, deixou ainda os seus talentos impressos nos filmes mudos Os Crimes de Diogo Alves (1909), de Lino Ferreira e João Freire Correia, onde representou o personagem de "Tenente", Um Duelo Célebre (1921), de Armando Layolo, onde é representado um duelo de espada entre Nascimento Fernandes e Alves da Cunha, no Largo da Luz, em Lisboa, forjado para promoção do Diário de Notícias e Lisboa, Crónica Anedótica (1930), de Leitão de Barros, onde representou o personagem de "Polícia de Trânsito". Já no cinema sonoro, participou em O Trevo de Quatro Folhas (1936), de Chianca de Garcia, onde representou o personagem "José Maria", Aniki Bóbó (1942), de Manoel de Oliveira, onde representou o célebre personagem de "Lojista" e A Vizinha do Lado (1945), de António Lopes Ribeiro, onde representou o também célebre personagem "Plácido Mesquita".

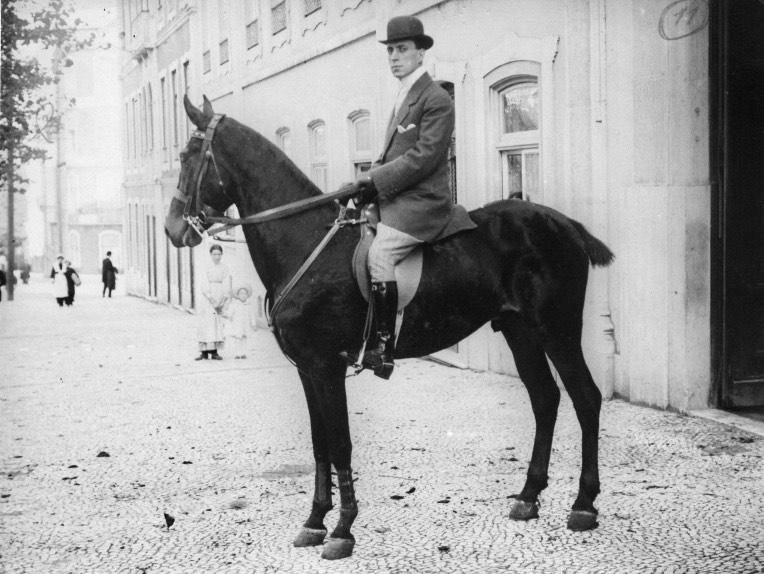
Nascimento Fernandes a cavalo (Biblioteca-Arquivo do Teatro Nacional D. Maria II).

Despediu-se dos palcos com a peça Um par de estalos, de Sacha Guitry, em cena de 7 a 10 de fevereiro de 1948 no Teatro Avenida, junto dos atores Hortense Luz e Ribeirinho, sendo o espetáculo apresentado no âmbito do Carnaval de 1948 dos Comediantes de Lisboa. Homem de uma extraordinária bondade, deu tudo do muito que ganhou, acabando extremamente pobre na velhice. Mas não tanto segundo as aparências pois um grupo de amigos recusou-se a vê-lo envelhecer e morrer fora das coisas boas da vida a que estava habituado e assim, o grande ator pôde acabar os seus dias comendo em restaurantes de luxo e continuando a vestir camisas de seda.
Residiu, nas últimas décadas de vida, no primeiro andar do número 7 da Avenida Fontes Pereira de Melo, em Lisboa. Adoeceu com cancro, sendo internado no IPO, na freguesia de São Sebastião da Pedreira, em Lisboa, onde acabou por falecer inesperadamente de uma trombose cerebral, a 16 de agosto de 1955, aos 73 anos. Encontra-se sepultado no Cemitério do Alto de São João, na mesma cidade.
O seu nome faz parte da toponímia de Lisboa (Rua Actor Nascimento Fernandes, freguesia de Benfica), Odivelas (Rua Nascimento Fernandes, freguesia da Ramada) e Faro (Rua Actor Nascimento Fernandes, freguesia da Sé).

### Vida pessoal
Ainda muito jovem, em data desconhecida, casou-se com Maria Assunção, natural de Lisboa, freguesia de São Cristóvão e falecida na mesma cidade, na freguesia da Encarnação, a 20 de janeiro de 1914, vitimada por uma anemia, com apenas 21 anos. Passados dois anos, a 28 de dezembro de 1916, casou-se civilmente com a também atriz Amélia da Luz Pereira, natural de Lisboa, freguesia do Socorro, com quem esteve casado por cinco anos, tendo-se divorciado a 10 de fevereiro de 1922, por alegação da esposa de adultério e injúrias, causas legítimas de divórcio litigioso, à época. Casou posteriormente, em data desconhecida, com Maria Celestina Reis, de quem se divorciou em 1942. Não deixou descendentes de nenhum dos casamentos.

## Filmografia
No cinema trabalhou como actor e realizador: 
- O Rapto de uma Actriz (1907)
- Os Crimes de Diogo Alves (1909) - "Tenente"
- Nascimento, Detective por Amor (1919, realização)
- Nascimento, Músico (1919, realização)
- Nascimento, Sapateiro (1919, realização)
- Vida Nova (1919, realização)
- Um Duelo Célebre (1921)
- Lisboa, Crónica Anedótica (1930)
- O Trevo de Quatro Folhas (1936) - "José Maria"
- Aniki Bóbó (1942) - "Lojista"
- A Vizinha do Lado (1945) - "Plácido Mesquita"